# Stenocercus quinarius
Stenocercus quinarius — вид ігуаноподібних ящірок родини Tropiduridae. Ендемік Бразилії.

## Поширення і екологія
Stenocercus quinarius мешкають на Бразильському нагір'ї, від гірського масиву Чапада-дас-Мангабейрас до гір Еспігао-Местре, в штатах Мінас-Жерайс, Токантінс і Баїя. Вони живуть в перехідній зоні між серрадо і каатингою.